# Fan Yunxia
Fan Yunxia (7 de dezembro de 2002) é uma jogadora de hóquei sobre a grama chinesa.

## Carreira
Ela foi convocada pela primeira vez para a seleção da China em dezembro de 2021 em Donghae para competir no Troféu dos Campeões Asiáticos de 2021. Antes, ela também havia participado dos Jogos Olímpicos de Verão da Juventude de 2018.
Nos Jogos Olímpicos de Verão de 2024, em Paris, conquistou a medalha de prata no torneio feminino do hóquei sobre a grama, após confronto na final contra a equipe holandesa por pênaltis.